# Kurt Sieveking
Kurt Sieveking, född 21 december 1897 i Hamburg, död 16 mars 1986 i Hamburg, var en tysk politiker (CDU). Han var Hamburgs förste borgmästare 1953 till 1957.